# Prumna arctica
Prumna arctica är en insektsart som först beskrevs av Zhang, Fengling och Xingbao Jin 1985.  Prumna arctica ingår i släktet Prumna och familjen gräshoppor. Inga underarter finns listade i Catalogue of Life.